# Uranothauma usambarae
Uranothauma usambarae is een vlinder uit de familie van de Lycaenidae. De wetenschappelijke naam van de soort is voor het eerst geldig gepubliceerd in 1980 door Kielland.